# Manio Acilio Aviola (console 239)
Manio Acilio Aviola (latino: Manius Acilius Aviola; fl. III secolo) fu un senatore e un politico dell'Impero romano.
Aviola era membro della gens Acilia; nel 239 fu console con l'imperatore Gordiano III.